# جووانی جربی
جووانی گربی (ایتالیایی: Giovanni Gerbi; ۲۰ مهٔ ۱۸۸۵ – ۶ مهٔ ۱۹۵۵) دوچرخه‌سوار اهل ایتالیا بود.